# Biekasowo-Sortirowocznoje
Biekasowo-Sortirowocznoje (ros. Бекасово-Сортировочное) – rozrządowa stacja kolejowa w miejscowości Moskwa, w Rosji. Położona jest na Wielkim Pierścieniu Kolei Moskiewskiej.
Należy do jednych z największych stacji rozrządowych w Rosji i w Europie oraz jest jedną z 32 stacji Kolei Rosyjskich o największym wpływie na przepustowość sieci. Razem ze stacjami Oriechowo-Zujewo i Rybnoje należy do najważniejszych stacji rozrządowych w okolicy Moskwy.
Biekasowo-Sortirowocznoje rozciąga się na długości ok. 8 km, na obszarze 380 ha. Liczy 48 torów i jest obsługiwana przez ok. 300-osobową załogę. Średni ruch na stacji sięga 19000 wagonów dziennie. Na stacji znajdują się lokomotywownia i wagonownia.

## Ruch pasażerski
W obrębie stacji znajduje się 5 przystanków kolejowych:
- Posiołok Kijewskij
- Biekasowo-Sortirowocznoje
- Biekasowo-Centralnoje
- 240 km
- 241 km

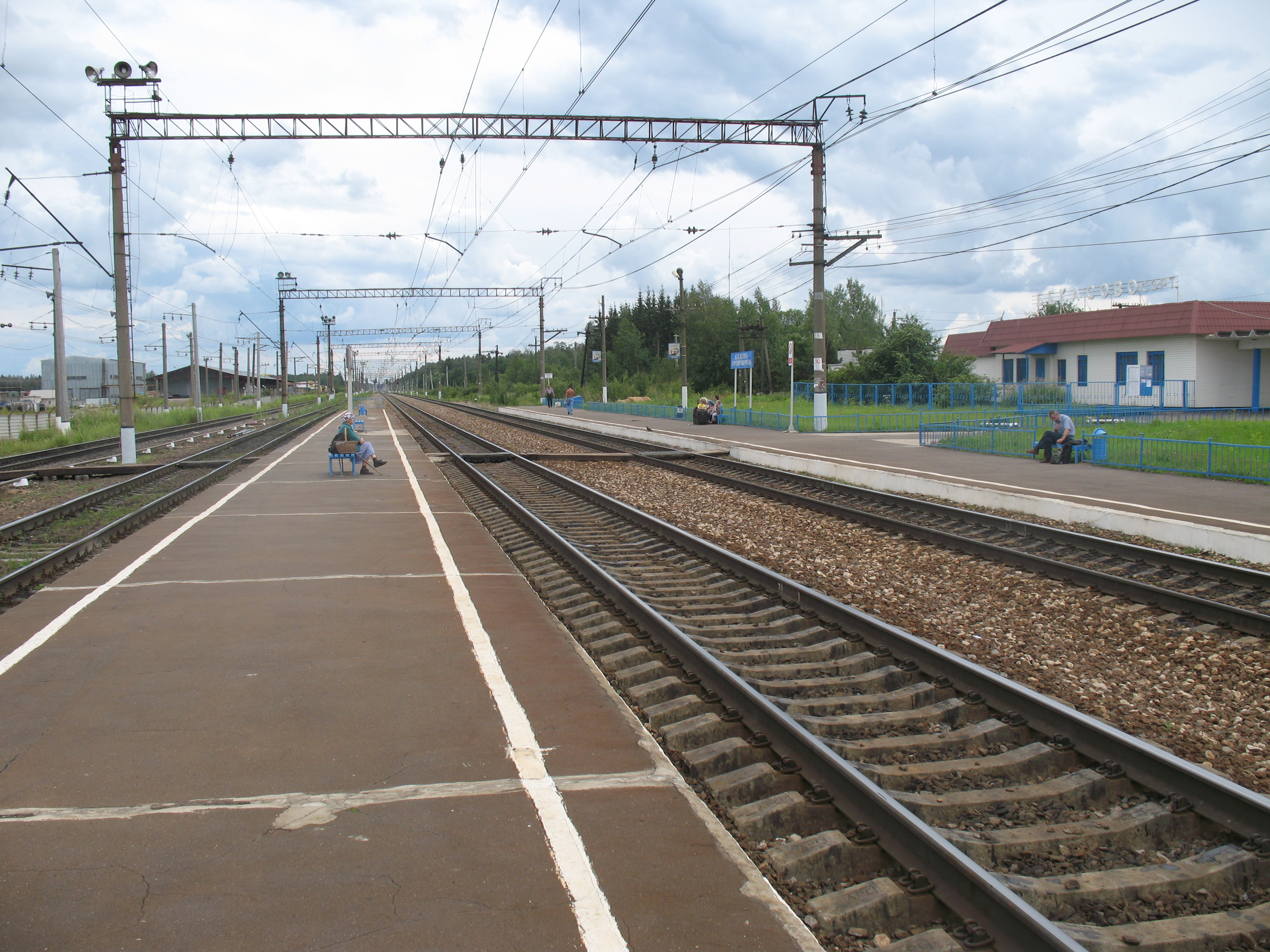
przystanek Biekasowo-Sortirowocznoje
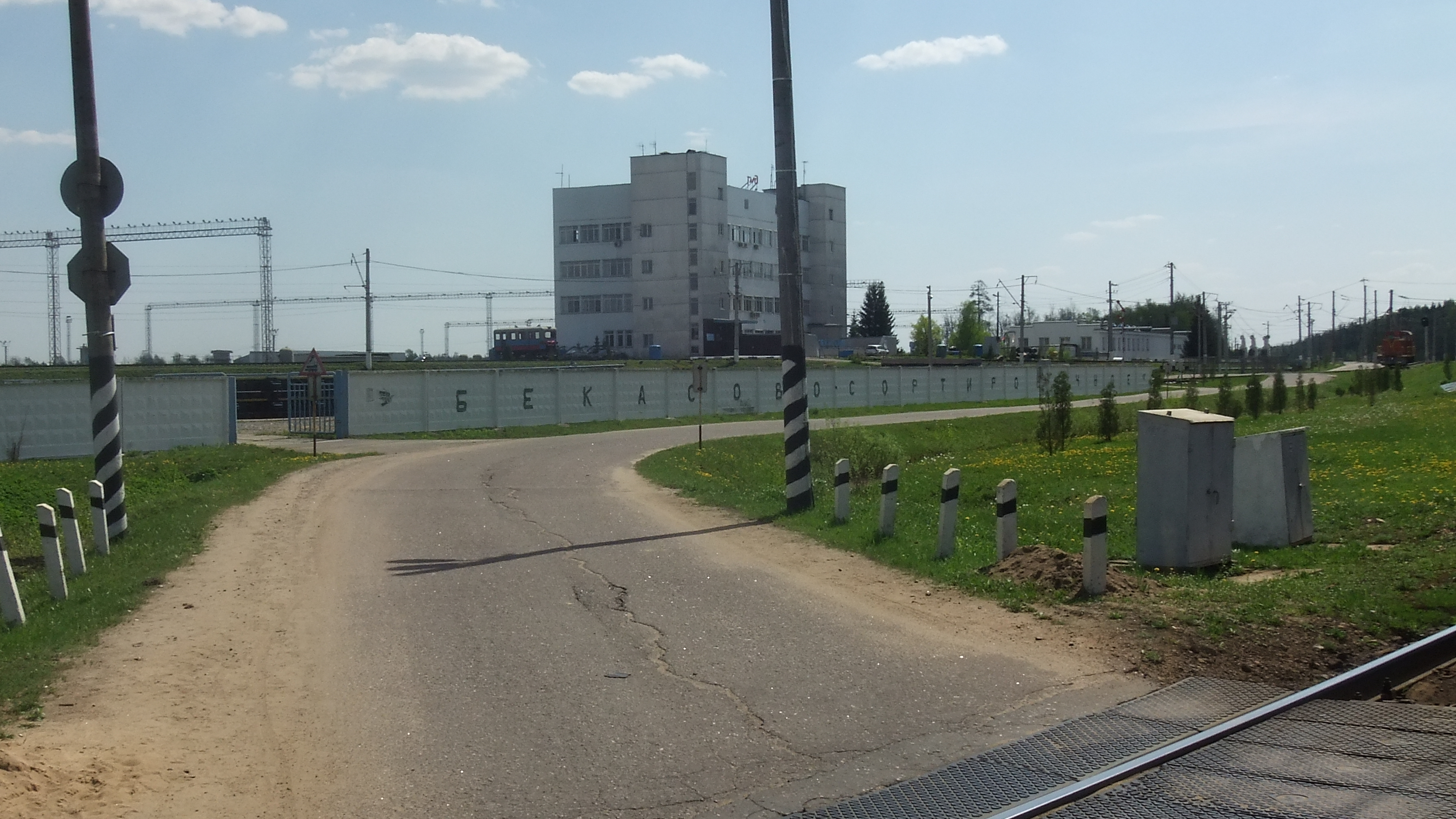
centralna sterownia
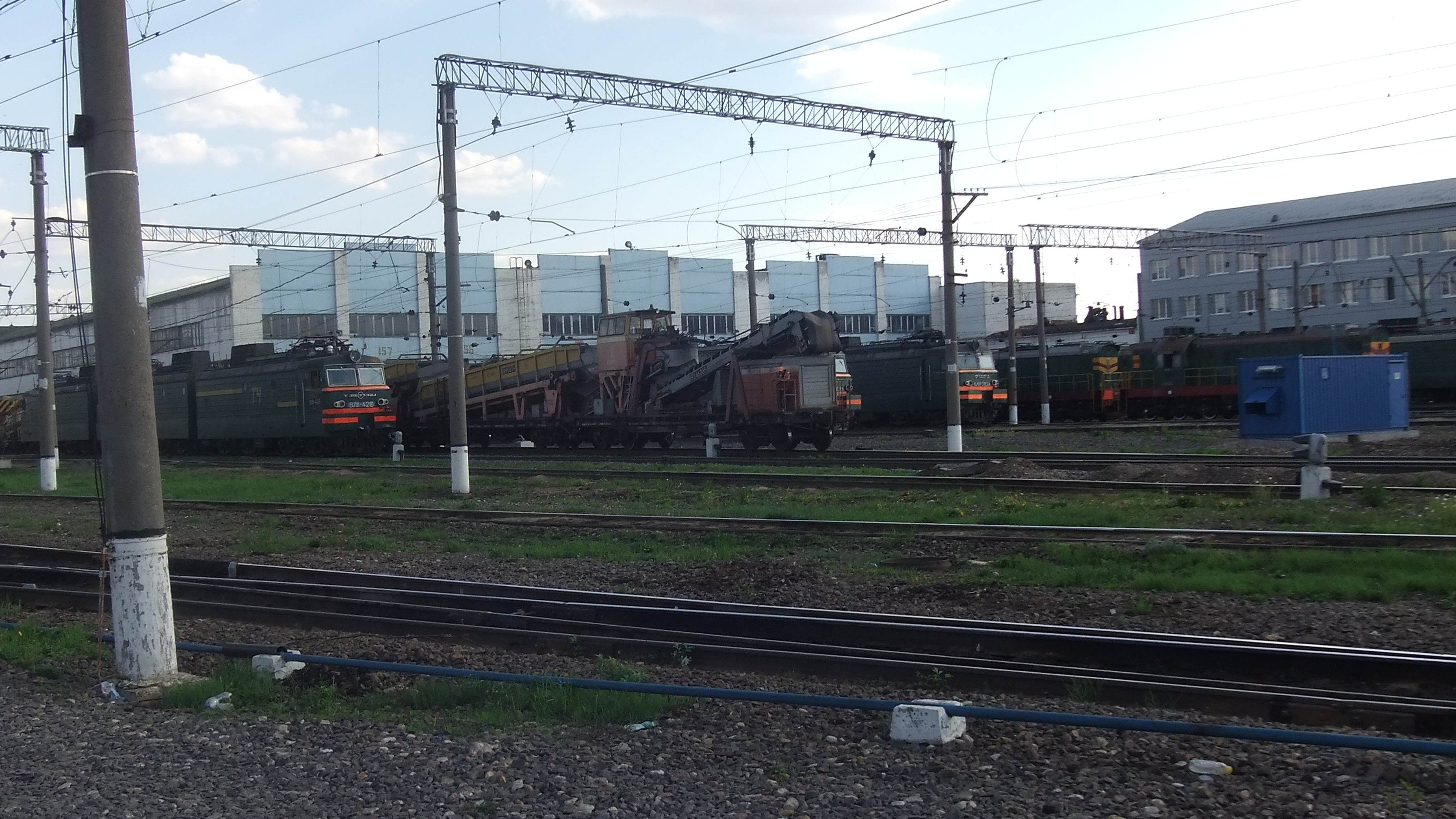
lokomotywownia